# M'banza-Kongo
M'banza-Kongo is een stad in Angola en is de hoofdplaats van de provincie Zaire.
M'banza-Kongo telt naar schatting 31.000 inwoners. Het was ook ooit de hoofdstad van Koninkrijk Kongo. De stad was van circa 1570 tot de onafhankelijkheid van Angola in 1975 ook gekend met zijn Portugese plaatsnaam São Salvador.
M'banza-Kongo werd gesticht in 1483 en was de hoofdplaats van het koninkrijk Kongo en dus de residentie van de Mwene Kongo.

## Bezienswaardigheden
M'banza Kongo is bekend om de ruïnes van de 16e-eeuwse Kathedraal van de Heilige Verlosser van Congo (gebouwd in 1549), waarvan veel Angolezen zeggen dat het de oudste kerk in Afrika ten zuiden van de Sahara is. In feite staan de oudste kerken echter in Ethiopië. De tegenwoordige São Salvadorkerk, plaatselijk bekend als nkulumbimbi, kreeg in 1596 de status van kathedraal. Paus Johannes Paulus II bezocht de ruïne tijdens zijn reis door Angola in 1992.
Een andere plek van historisch belang is het gedenkteken voor de moeder van koning Afonso I van het koninkrijk Kongo nabij het vliegveld. Hiermee wordt de legende herdacht dat de koning zijn moeder levend begraven zou hebben omdat ze een afgodsbeeld dat ze om haar hals droeg, niet wilde afdoen.
Voorts kent deze stad de Jalankuwo, de oordeelsboom van de Manikongo's, in het oude centrum van de stad, en de sunguilu, een vierkanten structuur op de grond, waarop het lichaam van de koning zou zijn gewassen voor zijn begrafenis. Beide zijn op het terrein van het koninklijk paleis, het huidige Koninklijk museum. Dit museum, recent herbouwd in moderne stijl, bevat een grote collectie artefacten van het oude Koninkrijk, al is er in de burgeroorlog van 1976–2002 ook veel verloren gegaan. 

##### Werelderfgoed
De ruïnes van de oude koningsstad zijn vanaf juni 2013 een beschermd nationaal cultuurerfgoed (património cultural nacional). Daaronder vallen het historisch centrum, archeologische opgravingen en in het bijzonder de resten van het paleis Tadi dia Bukukua. Voorts de katholieke missiepost, het huis van de secretaris van de koning, het graf van Dona Mpolo (de moeder van koning Afonso I), en de begraafplaats van de koningen. Sinds juli 2017 verkreeg dit alles de status Werelderfgoed van de UNESCO.

## Bestuur
M’banza Kongo is hoofdstad van de provincie Zaire. Het is ook de zetel van de gelijknamige stedenkring (Município) met een oppervlakte van 7651 km². Bij de volkstelling van 2014 telde de gehele stedenkring 180.000 inwoners, voor 2018 werd een aantal van 205.000 verwacht.
Tot de municipio behoren de steden:
- Kalambata
- Kaluka
- Kiende
- Luvo
- Madimba
- M’banza Kongo

## Klimaat
De stad ligt op een hoogte van ruim 400 meter boven zeeniveau en heeft een tropisch savanneklimaat. De gemiddelde temperatuur overdag ligt tussen de 28 °C en 30 °C maar in juli en augustus enkele graden lager. De neerslag bedraagt ongeveer 1300 mm per jaar met als natste maand april met 255 mm. In de droge tijd van juni t/m augustus valt bijna geen regen.
- Biblioteca Nacional de España: XX6126530
- Gemeinsame Normdatei: 4533055-4
- MusicBrainz: 56d0bded-7214-4d74-90c0-736e665a203e
- Système universitaire de documentation: 184101409
- Virtual International Authority File: 99148570475524310497